# OpenStep
OpenStep jest obiektowo zorientowanym systemem operacyjnym, który używa dowolnego współczesnego systemu operacyjnego jako rdzenia. Głównie tworzony przez NeXT. 
Należy rozróżniać OpenStep, który jest specyfikacją API, oraz OPENSTEP (pisane wielkimi literami) jest specyficzną implementacją OpenStep stworzoną przez NeXT. Chociaż oryginalnie powstała ona na Uniksie bazującym na jądrze Mach (tak jak rdzeń NeXTSTEP), wersje OPENSTEP były dostępne także na Solaris i Microsoft Windows NT. Dlatego też biblioteki OPENSTEP (które były dostarczone wraz z systemem OPENSTEP) są w istocie podzbiorem oryginalnej specyfikacji OpenStep.